# С огоньком
«С огоньком» или «Огневушка» (англ. Ball of Fire) — кинофильм режиссёра Говарда Хоукса, вышедший на экраны в 1941 году. Сценарий этой романтической эксцентрической комедии с Гэри Купером и Барбарой Стэнвик в главных ролях был написан Чарльзом Брэкеттом и Билли Уайлдером по мотивам рассказа Уайлдера и Томаса Монро «От А до Я» (англ. From A to Z) и отчасти навеян сказкой о Белоснежке и семи гномах.
Фильм оказался успешным в прокате и у критиков и получил четыре номинации на премию «Оскар»: за лучшую оригинальную историю (Билли Уайлдер и Томас Монро), лучшую женскую роль (Барбара Стэнвик), лучшую музыку (Альфред Ньюман) и лучшую запись звука (Томас Мултон). В 1948 году Хоукс снял музыкальный ремейк — ленту «Рождение песни» с Дэнни Кеем и Вирджинией Мейо в главных ролях.
В 2000 году картина заняла 92-е место в списке 100 самых смешных американских фильмов за 100 лет по версии AFI. В 2016 году она была включена в Национальный реестр фильмов.

## Сюжет
Восемь известных учёных — специалистов в разных областях — на протяжении многих лет пишут энциклопедию. В соответствии с завещанием миллионера мистера Тоттена, они проживают вместе в большом особняке на полном обеспечении и практически не отвлекаются на внешний мир. Самый молодой из них — профессор английского языка Бертрам Поттс — однажды осознаёт, что за время их уединения его статья об английском слэнге чрезвычайно устарела. Чтобы обновить свои данные, он покидает особняк и окунается в мир простонародья, общаясь с официантами, мусорщиками, курьерами и посетителями ночных клубов. В одном из заведений он встречает певичку по имени Шугапупс О'Ши, которая настолько поражает профессора своей фразеологией, что тот приглашает её прийти к нему и поделиться своими знаниями. Шугапупс сначала отказывается, однако узнав, что полиция хочет получить от неё сведения о её приятеле Джо Лайлаке, местном криминальном авторитете, решает на некоторое время скрыться у профессора Поттса. С этого момента жизнь восьми учёных затворников кардинально меняется.

## В ролях
- Гэри Купер — профессор Бертрам Поттс
- Барбара Стэнвик — Шугапупс О'Ши
- Оскар Хомолка — профессор Гуркакофф
- Генри Трэверс — профессор Джером
- Соке Сакалл — профессор Магенбрух
- Талли Маршалл — профессор Робинсон
- Леонид Кински — профессор Кинтана
- Ричард Хэйдн — профессор Оддли
- Обри Мэтер — профессор Пиграм
- Аллен Дженкинс — мусорщик
- Дэна Эндрюс — Джо Лайлак
- Дэн Дьюриа — Дьюк Пастрами
- Ральф Питерс — Астма Андерсон
- Кэтлин Ховард — мисс Брэгг
- Мэри Филд — мисс Тоттен
- Чарльз Лейн — Ларсен
- Элиша Кук — официант
- Джин Крупа — барабанщик